# Ячменёва
Ячменёва — деревня в Алапаевском районе Свердловской области России. Входит в муниципальное образование Алапаевское. Управляется Костинской сельской администрацией.

## Географическое положение
Деревня Ячменёва муниципального образования «Алапаевское» Свердловской области, в 30 километрах (по автодороге в 51 километрах) к востоку от города Алапаевск, на левом берегу реки Реж, ниже устья левого притока реки Фоминский Ключ.

## Население
| 2002 | 2010 |
| ---- | ---- |
| 229  | ↘213 |

## Инфраструктура
В деревне располагается пять улиц: Береговая, Молодёжная, Новая, Центральная и Школьная.